# Liste der Kulturdenkmale in Grevenmacher
In der Liste der Kulturdenkmale in Grevenmacher sind alle Kulturdenkmale der luxemburgischen Gemeinde Grevenmacher aufgeführt (Stand: 15. Juli 2025).

## Kulturdenkmale nach Ortsteil

### Grevenmacher
| Bild                                                 | Bezeichnung                                          | Lage                               | Beschreibung | Stufe | Eingetragen seit                           |
| ---------------------------------------------------- | ---------------------------------------------------- | ---------------------------------- | --- | ----- | ------------------------------------------ |
| Turm der ehemaligen Festungsanlage                   | Turm der ehemaligen Festungsanlage                   | rue des Remparts (Karte)           | | PCN   | 18. Januar 1985                            |
| Archäologische Fundstätte „Buerggruef“               | Archäologische Fundstätte „Buerggruef“               | (Karte)                            | | PCN   | 15. Dezember 1989, ergänzt 18. Januar 1991 |
| Gebäude                                              | Gebäude                                              | 7, rue de Luxembourg (Karte)       | | PCN   | 21. Dezember 2007                          |
| Gebäude                                              | Gebäude                                              | 17, Grand-Rue (Karte)              | | PCN   | 21. November 2008                          |
| Gebäude                                              | Gebäude                                              | 34 und 36, Grand-Rue (Karte)       | | PCN   | 21. November 2008                          |
| „Zéintscheier“ (Zehntscheune)                        | „Zéintscheier“ (Zehntscheune)                        | 20, rue de la Poste (Karte)        | | PCN   | 13. November 2009                          |
| Weitere Bilder                                       | Heilig-Kreuz-Kapelle mit Ausstattung                 | (auf dem Kreuzberg) (Karte)        | Die Kapelle wurde 1737 errichtet, wie ein Datum über dem Portal bezeugt. Im Inneren der Kapelle befindet sich über dem Altar ein zwei Meter hohes Steinkreuz aus dem 16. Jahrhundert. Im Zweiten Weltkrieg wurde die Kirche zerstört und 1956 restauriert. Im Jahr 1986 wurde sie noch einmal grundlegend renoviert. Der Barockbau besitzt fünf Fensterachsen auf einer Seitedes Saales und wird von einer dreiseitigen Apsis abgeschlossen. Über dem Eingangsportal sitzt ein Dachreiter mit Glocke. Der Cho Rist nahezu fensterlos und besitzt lediglich ein Okulus auf der Stirnseite. | PCN   | 14. Oktober 2015                           |
| Weitere Bilder                                       | Dekanatskirche                                       | rue de l’Église (Karte)            | Die Laurentiuskirche wurde 1783 nach Plänen des Architekten Anton Neurohr errichtet. Die schmucklose Saalkirche wurde an Stelle einer alten Kirche aus dem 15. Jahrhundert errichtet. Im Jahr 1822 wurden Teile der Kirche durch einen Brand zerstört und musste umfassend saniert werden. Vor dem Ersten Weltkrieg kamen Ideen für einen Neubau auf, die jedoch aus Geldmangel nich umgesetzt werden konnten Stattdessen wurde die Kirche zwischen 1926/27 und 1949 unter der Leitung von Staatsbaumeister Jentgen saniert. Die spätbarocke Kirche besitzt einen wuchtigen Turm über quadratischem Grundriss mit weit auskragendem Abschlussgesims, der nahezu komplett in die Giebelseite des Langhauses geschoben ist. Das Langhaus wird von einer dreiseitigen Apsis abgeschlossen über dem ein kleiner Dachreiter sitzt. | PCN   | 21. Juni 2017                              |
| Gebäudeensemble aus Dekanat und Pfarrhaus mit Garten | Gebäudeensemble aus Dekanat und Pfarrhaus mit Garten | 2 und 4, rue de Luxembourg (Karte) | Das Pfarrhaus wurde 1708 als stattliches Patrizierhaus errichtet. Von 1777 bis Ende des 18. Jahrhunderts gehörte es dem letzten Landrichter von Grevenmacher. Im Jahr 1892 wurde das Haus vom Pfarrverwaltungsrat gekauft, um e sals Pfarrhaus zu nutzen. | PCN   | 21. Juni 2017                              |
| Maison Pierre d’Osbourg mit Garten                   | Maison Pierre d’Osbourg mit Garten                   | 21, rue de Trèves (Karte)          | Im Jahr 1418 vermachte Peter von Osburg sein gesamtes Vermögen der Stadt mit der Auflage, ein Hospiz für Arme und Kranke zu errichten. Das Krankenhaus wurde dem Heiligen Georg geweiht. Von 1857 bis 1980 lebten dort die Schulschwestern, außerdem wurde dort eine Schule betrieben. 1980 übernahm die Gemeinde es als Kulturzentrum. Von 1990 bis 2009 war dort die Stadtbücherei untergebracht, dann bis 2016 die Musikschule. Danach nutzte die Stadt es als Kulturzentrum, ehe man sich zur umfassenden Renovierung entschloss. Inzwischen ist dort wieder die städtische Musikschule eingezogen. | PCN   | 21. Juni 2017                              |
| Weitere Bilder                                       | jüdischer Friedhof                                   | beim Juddekierfecht (Karte)        | | PCN   | 12. Mai 2021                               |
|                                                      | Gebäude                                              | 12-14, rue de Trèves (Karte)       | | PCN   | 22. Februar 2023                           |
|                                                      | Gebäude                                              | 2, Schiltzenplatz (Karte)          | | PCN   | 21. April 2023                             |
|                                                      | Gebäude                                              | 4, rue de la Moselle (Karte)       | | IS    | 12. Juli 2016                              |

Legende: PCN – Immeubles et objets bénéficiant des effets de classement comme patrimoine culturel national; IS – Immeubles et objets inscrits à l’inventaire supplémentaire

## Quelle
- Liste des immeubles et objets beneficiant d’une protection nationales, Nationales Institut für das gebaute Erbe, Fassung vom 11. Juli 2022, S. 44 f. (PDF)

- Karte mit allen Koordinaten:
- OSM |
- WikiMap

Bad Mondorf |
Bartringen |
Bauschleiden |
Bech |
Beckerich |
Befort |
Berdorf |
Bettemburg |
Bettendorf |
Betzdorf |
Bissen |
Biwer |
Burscheid |
Bous-Waldbredimus |
Clerf |
Colmar-Berg |
Consdorf |
Contern |
Dalheim |
Diekirch |
Differdingen |
Dippach |
Düdelingen |
Echternach |
Ell |
Ernztalgemeinde |
Erpeldingen an der Sauer |
Esch an der Alzette |
Esch an der Sauer |
Ettelbrück |
Fels |
Feulen |
Fischbach |
Flaxweiler |
Frisingen |
Garnich |
Goesdorf |
Grevenmacher |
Grosbous-Wahl |
Habscht |
Heffingen |
Helperknapp |
Hesperingen |
Junglinster |
Käerjeng |
Kayl |
Kehlen |
Kiischpelt |
Koerich |
Kopstal |
Lenningen |
Leudelingen |
Lintgen |
Lorentzweiler |
Luxemburg |
Mamer |
Manternach |
Mersch |
Mertert |
Mertzig |
Monnerich |
Niederanven |
Nommern |
Parc Hosingen |
Petingen |
Préizerdaul |
Pütscheid |
Rambruch |
Reckingen/Mess |
Redingen/Attert |
Reisdorf |
Remich |
Roeser |
Rosport-Mompach |
Rümelingen |
Saeul |
Sandweiler |
Sassenheim |
Schengen |
Schieren |
Schifflingen |
Schüttringen |
Stadtbredimus |
Stauseegemeinde |
Steinfort |
Steinsel |
Strassen |
Tandel |
Ulflingen |
Useldingen |
Vianden |
Vichten |
Waldbillig |
Walferdingen |
Weiler zum Turm |
Weiswampach |
Wiltz |
Winseler |
Wintger |
Wormeldingen